# Night of the Prog (hudební festival)
Night of the Prog, známý pod zkratkou NOTP, je jeden z nejvýznamnějších světových hudebních festivalů zaměřených na progresivní rock a art rock. Konal se od roku 2006 (krom přestávky dané epidemií covidu-19 v letech 2020 a 2021) každoročně do roku 2024 pravidelně v areálu amfiteátru na Loreley v německé spolkové zemi Porýní-Falc. K dispozici jsou parkovací místa pro 10 000 automobilů.

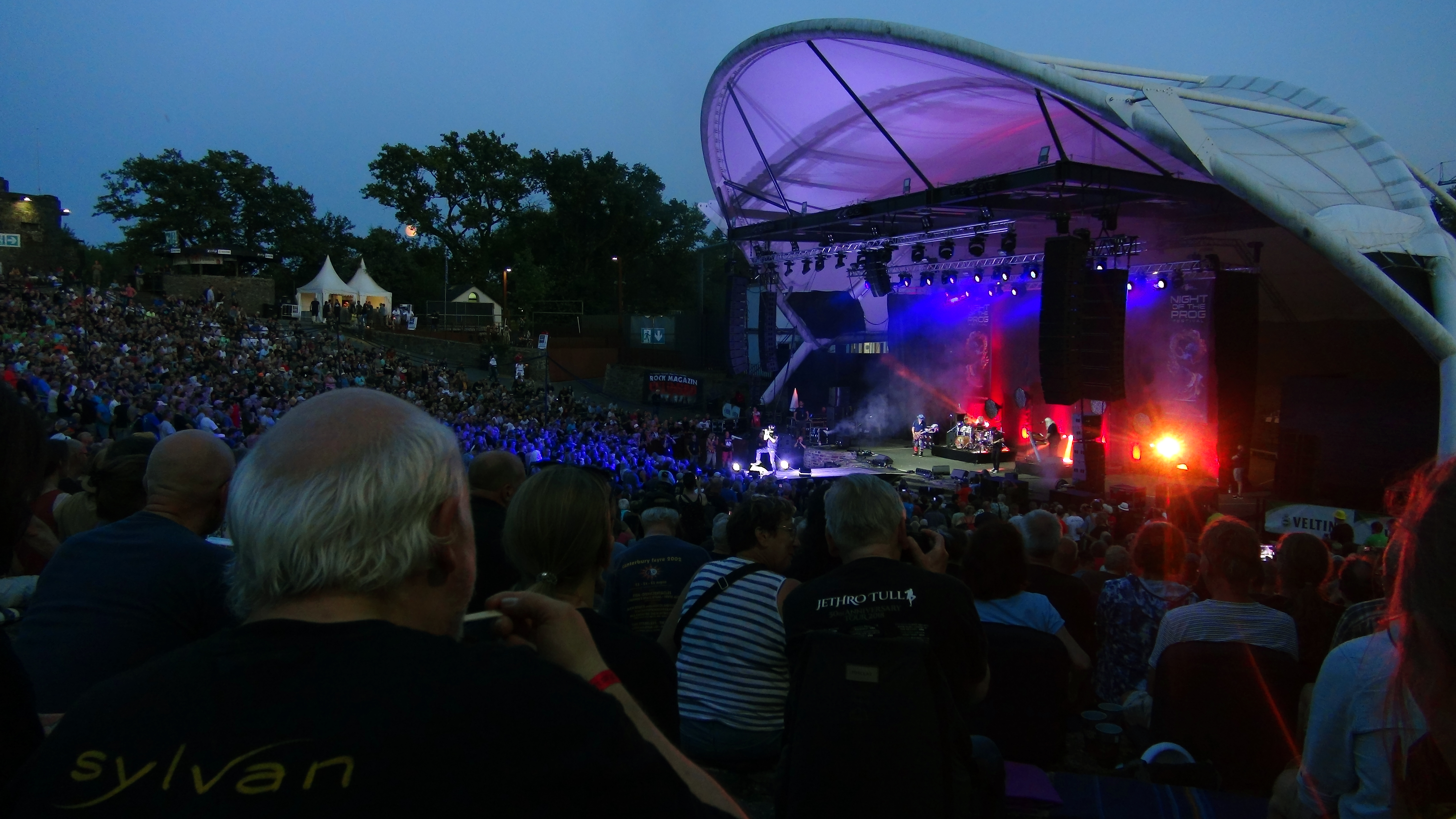
Poslední ročník festivalu

Na tomto, zprvu  dvoudenním festivalu, vystoupily například tyto kapely a umělci (někteří na více ročnících): 2006 Fish, Sylvan, Mostly Autumn * 2007 Jethro Tull, IQ, Pendragon * 2008 Steve Hackett, Arena, Riverside * 2009 Marillion, Pallas, The Enid * 2011 Eloy, Anathema, Dream Theater * 2012 Saga, Spock's Beard * 2013 Caravan, Opeth, Steven Wilson * 2014 Transatlantic, Anathema.
Od roku 2015 byl festival třídenní s kapelami jako např.: Camel, Pain of Salvation, Steve Rothery, Beardfisch * 2016 Lucifer's Friend, Hawkwind, Carl Palmer * 2017 Yes, Mike Portnoy * 2018 Big Big Train, Steve Hoghart * 2019 Tangerine Dream, Steve Hillage, Nick Mason * 2022 Renaissance, RPWL, PFM, Colosseum * 2023 Wishbone Ash  * 2024 Ritual, Karnataka, Izz, Flower Kings.
Podle vyjádření pořadatele byl ročník 2024 poslední a byl pojmenován Final Night of the Progress.